# エース (犬)
エース（2001年11月11日 - 2017年7月）は、大谷翔平の家族が飼っていた犬（ゴールデンレトリバー）である。性別は雄。

## 概要
母・大谷加代子の知り合いのブリーダーの紹介により、大谷翔平が小学1年のときに、大谷家にやってきた。翔平は兄と姉がおり、3人兄弟の末っ子だったため、弟ができたと大喜びだったという。時にはエースとケンカをすることもあり、特に翔平が小学校三年生のころに東京ディズニーランドに旅行に行く前日でテンションが上がっていた翔平にからかわれたエースが怒って右腕に噛み付いたときにできた傷跡は兄弟の証として、今でも残っているという。また子供のころの翔平がエースを抱いている写真がECCの広告に使われたことがある。
また2012年秋、MLB挑戦表明していた大谷を北海道日本ハムファイターズが強行指名し交渉のため、当時の山田ゼネラルマネジャー、大渕スカウトディレクターが岩手県奥州市の自宅を訪問した。当時、愛犬家の山田GMが、自宅の奥にいたエースに「会いたいです」と懇願した。優しく接する姿に、母・大谷加代子は「犬好きの人に悪い人はいない」と確信し、結果的に大谷の日本ハムの入団にも貢献した。
翔平は試合前のロッカールームでエースの写真を見たり、2016年の大みそかのNHK紅白歌合戦に審査員として出演した際にも、「（実家に帰省できずに）犬に会えない」と漏らすほどに、かわいがっていた。
2017年7月に老衰により15歳8カ月で亡くなった。大型犬の年齢を人間の年齢に換算した場合、115歳程度であったと推測される。